# 鄭度
| 姓名         | 鄭度             |
| 時代         | 後漢時代         |
| 生没年       | 〔不詳〕         |
| 字・別号     | 〔不詳〕         |
| 出身地       | 益州広漢郡綿竹県 |
| 職官         | 益州従事〔劉璋〕 |
| 爵位・号等   | -                |
| 陣営・所属等 | 劉璋             |
| 家族・一族   | 〔不詳〕         |

鄭 度（てい ど／てい たく、生没年不詳）は、中国後漢時代末期の政治家。益州広漢郡綿竹県の人。

## 事績
劉璋配下の従事。劉備が益州攻略を開始すると、鄭度は劉璋に対し、巴西・梓潼両郡の住民を西に移動させ、両郡の穀物を尽く焼き払って守りを固めるという、いわゆる焦土作戦を進言した。しかし劉璋は「敵を防いで民衆を防ぐ話は聞いたことあるが、民衆を移動させて敵を避けるなど、聞いたことがない」として、これを却下した。劉備も鄭度の策を聞いて恐れたが、法正が「採用されることはないので心配ありません」と言い、その通りとなった。
なお、劉備の益州攻略後における鄭度の行方は不明である。
『華陽国志』巻10中「広漢士女」には鄭度の事績が記載されており、「正論を進言し、誠実な献策をしながらも、受け入れられなかった（「進規、忠謀莫受」）」とした上で、劉璋を愚か者と非難している。
小説『三国志演義』でも、史実と同様のことが描かれている。一方、日本においては、吉川英治の小説『三国志』や横山光輝の漫画『三国志』でもこの場面が取り上げられているが、民を苦しめなかったという観点から、むしろ劉璋の決断の方が評価されている。